# Pardosa intermedia
Pardosa intermedia är en spindelart som först beskrevs av Friedrich Wilhelm Bösenberg 1903.  Pardosa intermedia ingår i släktet Pardosa och familjen vargspindlar.
Artens utbredningsområde är Tyskland. Inga underarter finns listade i Catalogue of Life.